# Ranko Despotović
Ranko Despotović (Loznica, Sèrbia, 21 de gener de 1983) és un exfutbolista serbi. Va disputar 4 partits amb la selecció de Sèrbia.